# Athripsodes bakoyei
Athripsodes bakoyei är en nattsländeart som beskrevs av Francois-Marie Gibon 1991. Athripsodes bakoyei ingår i släktet Athripsodes och familjen långhornssländor. Inga underarter finns listade i Catalogue of Life.